# Essequibo
Essequibo (spansk: Río Esequibo; oprindeligt navngivet af Alonso de Ojeda; spansk: Río Dulce) er den længste flod i Guyana, og det er den største flod imellem Orinoco og Amazonfloden. Dens udløb er i Acaraibjergene nær grænsen mellem Brasilien og Guyana, og den løber mod nord i omkring 1.041 km igennem skov og savanne hvorefter den løber ud i Atlanterhavet. Floden har et afvandingsområde på 156,828 km2, og en gennemsnitlig gennemstrømning på 5.650 m3/s.
Der er uenighed over herredømmet over territoriet nær floden mellem Venezuela og Guyana. Floden administreres af Guyana efter tidligere at være blevet koloniseret af briterne. Historisk har Venezuela brugt floden som deres østligste grænse, men i praksis var den under Hollandsk Guyana.